# Буджад
Буджад (араб. بي الجعد‎) — город в Марокко, расположен в области Шавия-Уардига.

## Географическое положение
Центр города располагается на высоте 623 метров над уровнем моря.

## Демография
Население города по годам:
| 2004   | 2012   |
| ------ | ------ |
| 40 513 | 41 531 |

## Транспорт
Ближайший аэропорт расположен в городе Бени-Меллаль.